# Pristimantis altae
Pristimantis altae Dunn, 1942 è una rana della famiglia Strabomantidae.